# Commission des relations du travail
La Commission des relations du travail (CRT) était un tribunal administratif spécialisé dépendant du gouvernement du Québec. Elle a été abolie le 31 décembre 2015 lorsqu'elle a été fusionnée avec la Commission des lésions professionnelles (CLP) pour former le Tribunal administratif du travail (TAT).

## Historique
L'idée de créer une Commission des relations de travail (CRT) est évoquée par le gouvernement dès la fin des années 1980, puis à nouveau au milieu des années 1990, pour simplifier la structure des activités gouvernementales liées aux relations de travail,.
La CRT est entrée en fonction le 25 novembre 2002 en remplacement du Bureau du commissaire général du travail et du Tribunal du travail (rendu inutile puisque les décisions de la CRT sont finales). Les affaires en cours devant le commissaire général du travail ou le Tribunal du travail n'ont pas été reprises par le CRT.
La loi constitutive de la CRT (qui modifiait également le Code du travail) a été adoptée par l'Assemblée nationale le 21 juin 2001 et a été sanctionnée le même jour.

## Fonctionnement

### Compétence
La CRT était compétente pour arbitrer les litiges en matière d'emploi et de relations du travail pour les dossiers régis par la juridiction provinciale. L'arbitrage était précédé par une phase de conciliation entre les parties, et si un règlement n'était pas trouvé, la CRT entendait les parties et rendait une décision.
La CRT était également responsable du régime d'accréditation des syndicats. 

### Composition
En 2005 la commission était composée d'un président, deux vice-présidents, un secrétaire et plusieurs commissaires et agents en relations du travail. 